# Эрн, Николай Францевич
Николай Францевич Эрн (18 декабря 1879, Тифлис — 19 июля 1972, Асунсьон) — российский и парагвайский военный деятель, генерал-майор Генерального штаба Русской императорской армии, генерал-лейтенант Парагвайской армии.

## Биография
Николай Эрн родился в семье управляющего Закавказскими военно-аптечными складами Франца Карловича Эрна (1838—1913). Его отец — шведско-немецкого происхождения. Ольга Павловна Райская, мать Николая Францевича, — наполовину полька, наполовину русская. В семье Эрнов было четверо детей (в том числе русский религиозный философ Владимир Францевич Эрн), которые воспитывались в православной вере.
Окончил 2-ю Тифлисскую гимназию, а затем Елизаветградское кавалерийское юнкерское училище (1900). Первые годы службы провёл в 43-м драгунском Тверском полку, стоявшем на Кавказе. В 1906 году он окончил Николаевскую академию Генерального штаба.
Участник Первой мировой войны. С ноября 1914 по февраль 1915 года — штаб-офицер для поручений при штабе 4-го Кавказского армейского корпуса. В 1915 году в чине полковника — и. д. начальника штаба 1-й Кавказской казачьей дивизии. Далее — и. д. начальника штаба Экспедиционного корпуса в Персии: с начала его формирования до 11 июня 1916 года. Участник военного парада в Тегеране.
С 20 декабря 1916 года Эрн — командир 18-го драгунского Северского полка. В 1917 году был произведён в генерал-майоры. По воспоминаниям дочери Н. Ф. Эрна, «его производство было последним, подписанным Государем Николаем II». Обер-квартирмейстер штаба 7-го Кавказского армейского корпуса (с 1 декабря 1917 года).
В Добровольческой армии с самого начала. Помощник дежурного генерала штаба Главнокомандующего. На той же должности в ВСЮР. После эвакуации Русской армии из Крыма состоял при штабе Главнокомандующего в Сремски-Карловци, а также преподавал военную историю в Николаевском кавалерийском училище, расположенном в 1921—1924 годах в г. Белая Церковь в провинции Банат (Королевство Сербов, Хорватов и Словенцев).
В 1924 году выехал в Парагвай, где был приглашён на должность профессора Военной академии. Участник Чакской войны Парагвая с Боливией, генерал-лейтенант в Парагвайской армии и представитель РОВСа в Парагвае.
В годы Корейской войны 1950—1953 занимался вербовкой русских эмигрантов в армию США. В последние годы жизни разрабатывал историю 16-го драгунского Тверского полка. Скончался Николай Францевич 19 июля 1972 года в Асунсьоне.

## Семья
Жена: Мария Давыдовна Эрн (умерла в 1963 году).
Дети:
Наталья Николаевна Эрн (1912—2013) — преподавала в школе балета в Парагвае.
Борис Николаевич Эрн (1905—1981) — корнет 18 драгунского полка Вооружённых сил Юга России, в 1936—1949 гг. — офицер парагвайской армии; жил в США.
Братья:
Сергей Францевич Эрн — полковник, участник Чакской войны, инженер.
Владимир Францевич Эрн (1882—1917) — русский философ.